# La firma della pace nella Sala degli Specchi
La firma della pace nella Sala degli Specchi, Versailles, 28 giugno 1919 è un dipinto realizzato ad olio su tela dell'artista irlandese William Orpen, completato nel 1919. Era uno dei dipinti commissionati a Orpen per commemorare la conferenza di pace di Parigi nello stesso anno. L'opera è conservata all'Imperial War Museum di Londra.

## Contesto storico
Orpen fu una delle prime persone ad essere scelte come artista di guerra dal Ministero dell'Informazione britannico nel 1917. Nel 1919 fu nominato pittore ufficiale alla conferenza di pace e incaricato di dipingere tre tele per rappresentare i lavori. Si trattò dell'opera più costosa delle commissioni britanniche di arte pubblica associate alla prima guerra mondiale: Orpen fu pagato 3 000 sterline; in confronto, John Singer Sargent ne ricevette 300 per il suo dipinto molto più grande Gassed.
Il dipinto raffigura il momento della firma del trattato di Versailles da parte dei rappresentanti della Germania il 28 giugno 1919, fatto che pose formalmente fine alla prima guerra mondiale. Il ritratto di gruppo raffigura soldati, diplomatici e politici che parteciparono alla conferenza mentre il trattato veniva firmato nell'ambiente sfarzoso della Galleria degli Specchi di Luigi XIV alla Reggia di Versailles. In alto si possono vedere le parole "Le Roy Gouverne par lui meme" (in francese: "Il re governa da solo"). Misura 152,4 × 127 centimetri (60,0 × 50,0 in).
Orpen arrivò a non amare i politici alla conferenza e li considerò vanitosi e avidi. Nella sua pittura vengono sminuiti dalle dimensioni del palazzo.

## Soggetti
Le persone raffigurate sono:
In prima fila:
- Johannes Bell, politico del Partito di Centro Tedesco, Reichskolonialminister (Ministro degli affari coloniali) e Reichsverkehrsminister (Ministro dei trasporti), seduto su una sedia, firma il trattato
- Hermann Müller, politico tedesco della SPD e Reichsaußenminister (ministro degli Esteri), sta accanto a lui, sporgendosi

Seduto nella fila centrale, da sinistra a destra:
- Il generale Tasker H. Bliss, ufficiale dell'esercito statunitense ed ex capo di stato maggiore dell'Esercito degli Stati Uniti, in uniforme militare
- Edward M. House, consigliere statunitense di Woodrow Wilson
- Henry White, diplomatico statunitense ed ex ambasciatore statunitense in Italia e in Francia
- Robert Lansing, Segretario di Stato statunitense
- Woodrow Wilson, presidente degli Stati Uniti, in possesso di documenti
- Georges Clemenceau, primo ministro francese
- David Lloyd George, primo ministro britannico
- Bonar Law, Lord custode del sigillo privato britannico (e successivamente primo ministro)
- Arthur Balfour, Segretario di Stato britannico per gli affari esteri ed ex primo ministro britannico
- Alfred Milner, I visconte Milner, segretario di Stato britannico per le Colonie
- George Barnes, ministro senza portafoglio britannico che rappresenta il lavoro organizzato
- Marchese Saionji Kinmochi, genrō ed ex primo ministro del Giappone

In piedi nell'ultima fila, da sinistra a destra
- Eleutherios Venizelos, primo ministro della Grecia
- Afonso Costa, ex primo ministro del Portogallo
- Sir George Riddell, giornalista britannico
- Sir George Foster, deputato canadese e delegato
- Nikola Pašić, ex primo ministro della Serbia e primo ministro della Jugoslavia, con una lunga barba bianca
- Stéphen Pichon, ministro francese degli Affari esteri, appoggiato su un pilastro
- Il colonnello Sir Maurice Hankey, funzionario britannico e primo segretario di gabinetto, si sporge dietro Clemenceau
- Edwin Montagu, Segretario di Stato britannico per l'India, dietro il Maharajah di Bikaner
- Ganga Singh, Maharajah di Bikaner, dall'India, l'unico membro non bianco del Gabinetto di guerra imperiale, appoggiato a un pilastro
- Vittorio Emanuele Orlando, ex presidente del Consiglio dei ministri italiano
- Paul Hymans, ministro belga degli Affari esteri
- Generale Louis Botha, primo ministro del Sudafrica
- Billy Hughes, primo ministro dell'Australia

Orpen è raffigurato due volte, come una figura indistinta visibile negli specchi deformanti dietro i soggetti principali.

## Altri dipinti
Gli altri dipinti di Orpen della conferenza raffigurano discussioni preliminari del "Consiglio dei Dieci" nella Sala degli Orologi del Ministero degli Affari Esteri francese al Quai d'Orsay, e un altro che mostra una bara che giace nello stato in una sala di marmo coperta da una Bandiera dell'Unione.

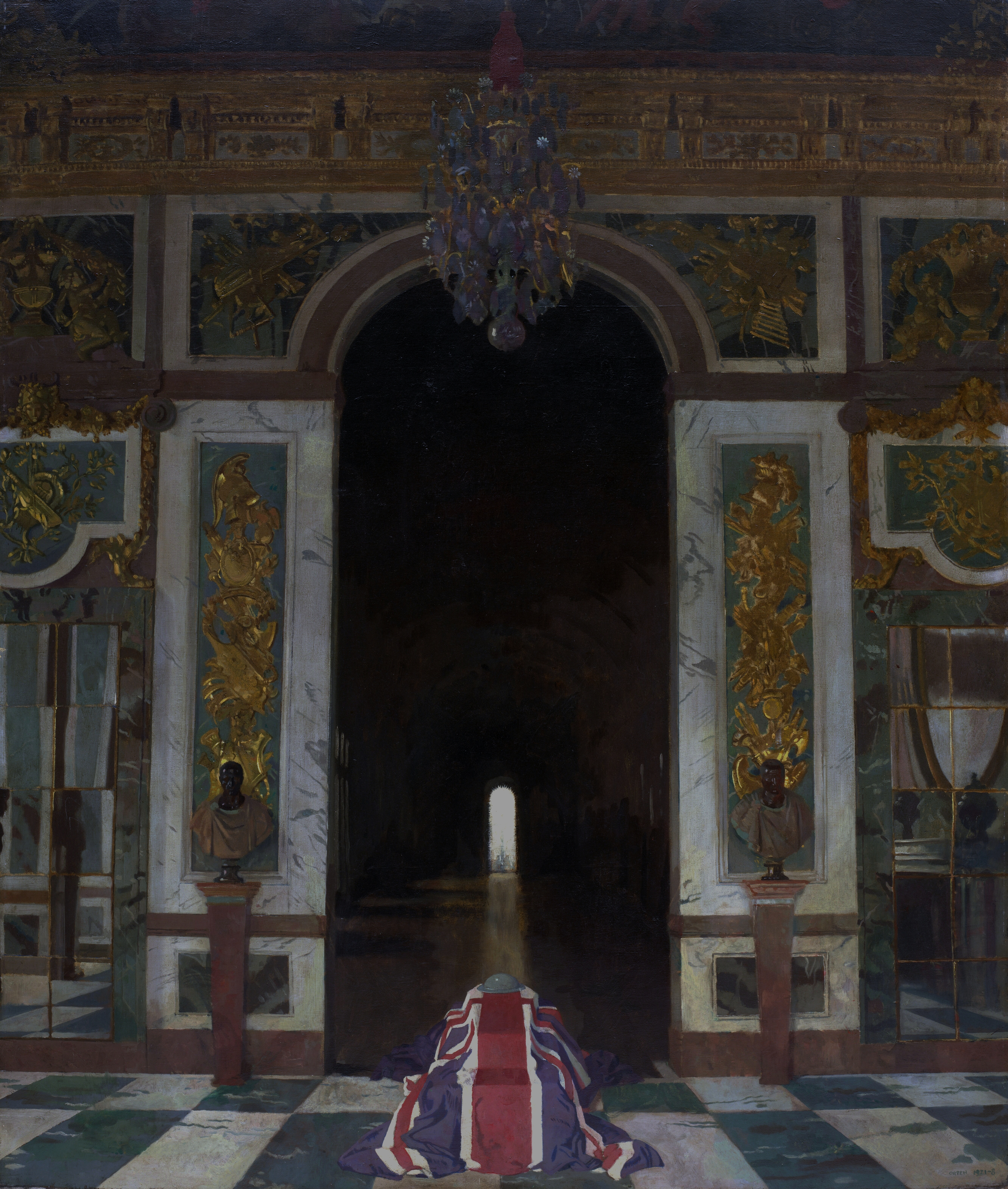
Al milite ignoto britannico in Francia
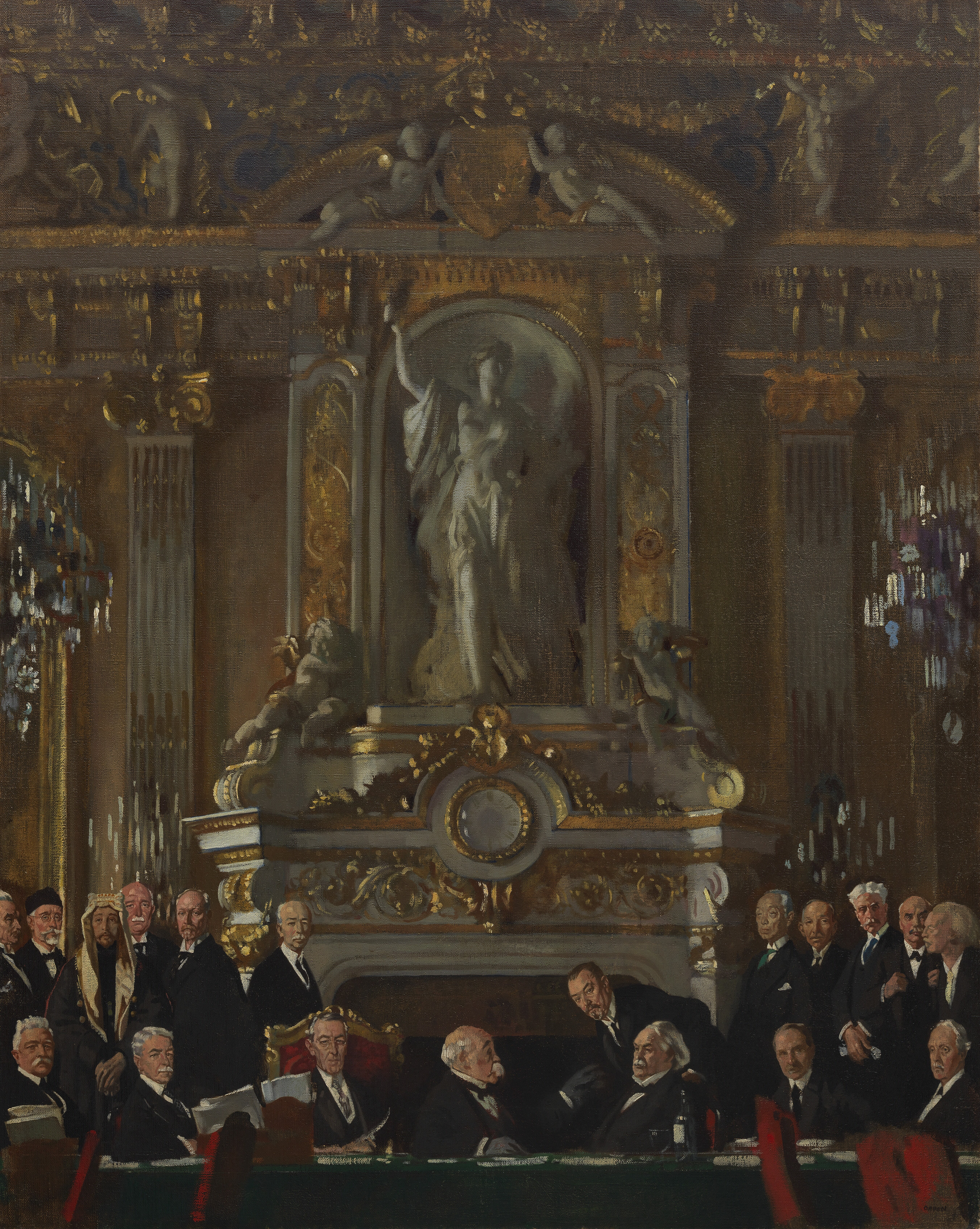
Una conferenza per la pace al Quai d'Orsay